# Cymbopetalum loretoyacuense
Cymbopetalum loretoyacuense är en kirimojaväxtart som beskrevs av Nancy A. Murray. Cymbopetalum loretoyacuense ingår i släktet Cymbopetalum, och familjen kirimojaväxter. Inga underarter finns listade i Catalogue of Life.